# Stefan Melander
Bertil Stefan Melander, född 23 november 1957 i Spånga i Stockholm, är en svensk travtränare, travkusk, hästuppfödare och fotograf. Tillsammans med sambon Catarina Lundström har han sin bas, Stall TZ, på gården Tillinge-Åby utanför Enköping i Uppsala län. Hans hemmabana är Solvalla.
Melander är en av Sveriges främsta travtränare genom tiderna. Han har bland annat vunnit världens tre största travlopp Elitloppet (2010, 2016), Prix d'Amérique (2006) och Hambletonian Stakes (2001), vilket är en trippel som ingen annan svensk tränare har lyckats med. Han har tränat stjärnhästar som Scarlet Knight, Gigant Neo, Iceland, Milligan's School och Nuncio. Den sistnämnde är en av de främsta travhästarna genom tiderna. Melander valdes in i Travsportens Hall of Fame 2014. Han har utsetts till "Årets tränare" vid Hästgalan tre gånger (1998, 2001, 2012).
Säsongen 2016 var han den tredje vinstrikaste tränaren i Sverige, vilket var hans bästa resultat sedan 2012 då han var den näst vinstrikaste tränaren i landet. Melander äger majoriteten av sina hästar själv och har i egenskap av hästägare vunnit ligan som Sveriges vinstrikaste hästägare åtta gånger varav fem år i rad mellan 2012 och 2016.

## Karriär

### Bakgrund

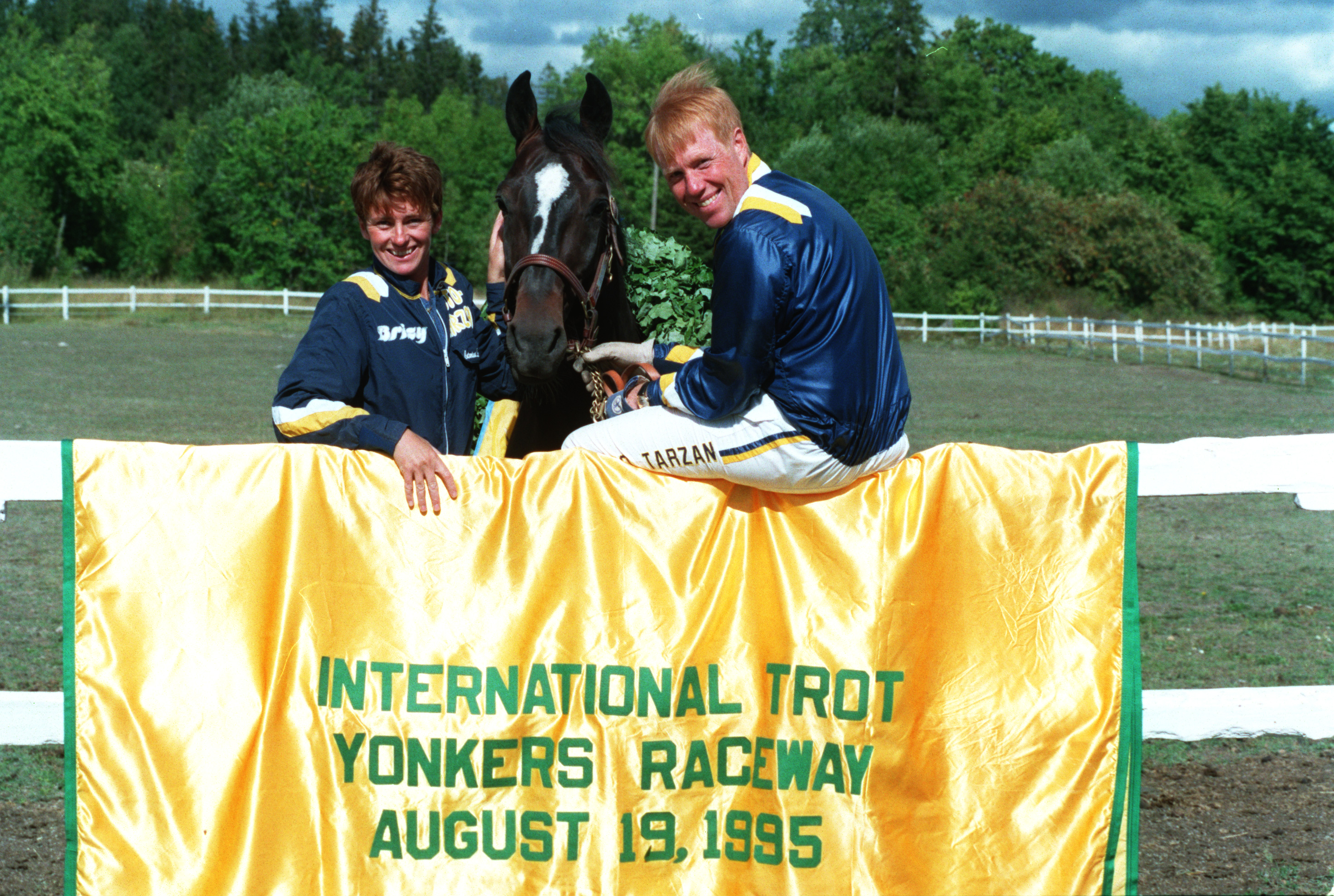
Melander med Catarina Lundström och His Majesty efter segern i International Trot 1995.

Melander växte upp i närheten av Solvalla och tillbringade mycket tid där redan som barn. Under slutet av 1960-talet och 1970-talet arbetade han som fotograf tillsammans med Einar Andersson, som fungerade som hans mentor. De fotograferade travhästar tillsammans såväl på Solvalla som i samband med storlopp runt om i Europa och USA. Melander har beskrivit hur Einar var som en extra pappa till honom sedan hans far gick bort i en olycka under slutet av 1960-talet. En annan tidig inspiratör för Melander var Sören Nordin, och de två har gjort filmer ihop om hästens exteriör och hur bra travhästar ser ut. Under denna tid myntade även Håkan Wallner hans smeknamn "Tarzan", då han tyckte att den unge Melander for fram som Tarzan på Solvalla mellan uppdragen på banan.
Melander vann sitt första travlopp som kusk med hingsten Conner Headland den 8 december 1976 på Solvalla. Han vann lärlingspriset Guldklockan den 19 december 1991. Guldklockan var vid denna tid det största som man kunde vinna som lärling då det ännu inte fanns några V75-lopp eller serier för lärlingar. Den 19 augusti 1995 tog Melander sin dittills största seger när han vann "VM-loppet" International Trot på Yonkers Raceway i USA som kusk till His Majesty, som tränades av sambon Catarina Lundström. Samma år vann Melander även utmärkelsen "Årets komet" vid den svenska Hästgalan.

### Proffstränare

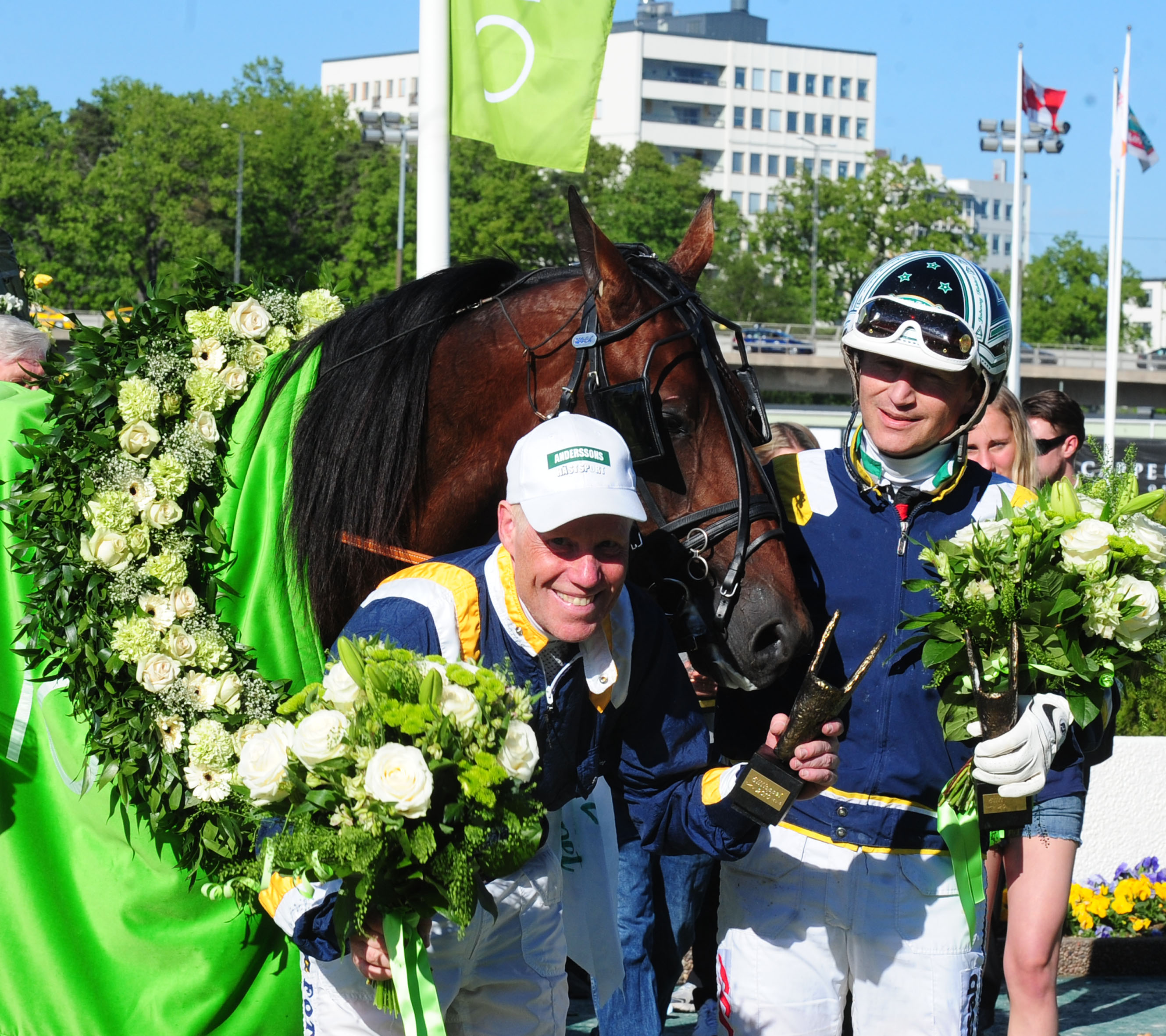
Melander med Scarlet Knight-sonen Iceland och kusken Johnny Takter efter segern i Elitloppet 2010.

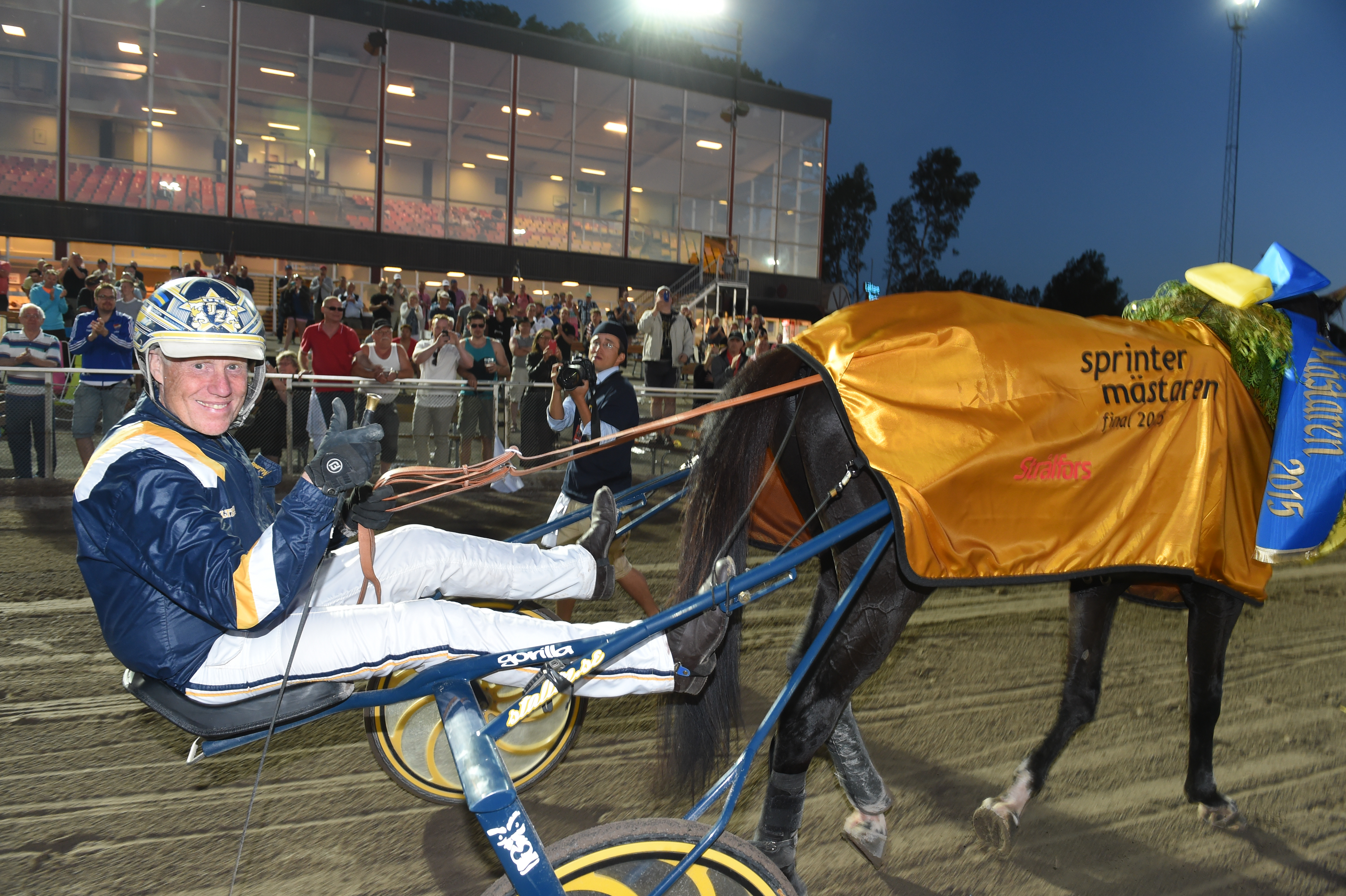
Melander efter segern med Nuncio i Sprintermästaren 2015.

Melander erhöll sin professionella tränarlicens 1996, efter att tidigare ha blivit nekad licensen två gånger. Redan under sitt andra år som proffstränare vann han 1998 års upplaga av Svenskt Trav-Kriterium med Lucky Po, som var hans första stora stjärnhäst. Lucky Po var en av hästarna i Melanders första unghästkull. I januari 1999 utsågs Melander till "Årets Tränare" vid Hästgalan för den framgångsrika säsongen 1998. Under säsongen 1999 fortsatte framgångarna. Tillsammans med Lucky Po segrade han i Konung Gustaf V:s Pokal samt kom trea i Svenskt Travderby efter vinnaren Victory Tilly och tvåan Gidde Palema.
Under 2000-talets början var Melanders stora stjärnhäst Scarlet Knight, som sprang in 17,7 miljoner kronor på 80 starter under perioden 2000–2006. Med honom segrade han i världens största unghästlopp Hambletonian Stakes (2001). De tog även flera stora segrar runt om i Europa, såsom Ulf Thoresens Minneslopp (2001) i Norge och Gran Premio Orsi Mangelli (2001) i Italien. På svensk mark tog ekipaget sin största seger i Sprintermästaren (2002).
Samtida med Scarlet Knight var Gigant Neo, som kännetecknades av sin styrka och hade särskilt stora framgångar i Frankrike med segern i världens största travlopp Prix d'Amérique (2006) som karriärens höjdpunkt. Han sprang in 20,2 miljoner kronor på 63 starter. Andra framträdande hästar i Melanders stall under perioden var Yatzy Brodda, Igor Brick och Infant du Bossis.
Vid 2010-talets början var Scarlet Knight-sonen Iceland, som bland annat segrade i Elitloppet (2010), hans största stjärna. Några år senare kom Digital Ink att bli stallets omslagspojke. Med honom tog Melander sju raka tränarsegrar i Gulddivisionen mellan december 2014 och mars 2015, däribland tre raka finalsegrar (december, februari, mars).
Melanders stora stjärnhäst under mitten av 2010-talet var Nuncio, som var aktiv perioden 2013–2017. Han sprang in hela 28,6 miljoner kronor på 63 starter, vilket gör honom till Melanders i särklass vinstrikaste häst genom tiderna. Nuncio var ett auktionsfynd som Melander ropade in för 7 000 dollar den 6 november 2012 på en auktion i Harrisburg i Pennsylvania. Efter två säsonger som unghäst i Nordamerika hos Jim Oscarsson och Jimmy Takter, flyttade ägare Melander i februari 2015 honom till sin egen träning i Sverige. Med Nuncio segrade Melander i stora lopp som Elitloppet (2016), Oslo Grand Prix (2016), Sundsvall Open Trot (2016) och UET Trotting Masters-finalen (2016).
Samtida med Nuncio var bland andra Volstead, Uncle Lasse och Cruzado Dela Noche. Under säsongen 2018 växte Milligan's School fram som stallets kanske främsta häst efter sin seger i Sundsvall Open Trot.

#### Hambletonian Stakes
Den 4 augusti 2001 blev Melander, som körde egentränade Scarlet Knight, den första svenska kusken i historien att vinna Hambletonian Stakes på Meadowlands Racetrack i New Jersey i USA. Melander, Jimmy Takter (2010) och Åke Svanstedt (2017) är de enda svenska kuskarna som hittills (2018) vunnit loppet. Melander är den enda av dessa tre som vid tiden för segern var verksam i Sverige. Melander slutade även på andraplats i loppet 2014 som hästägare till Nuncio.

#### Prix d'Amérique

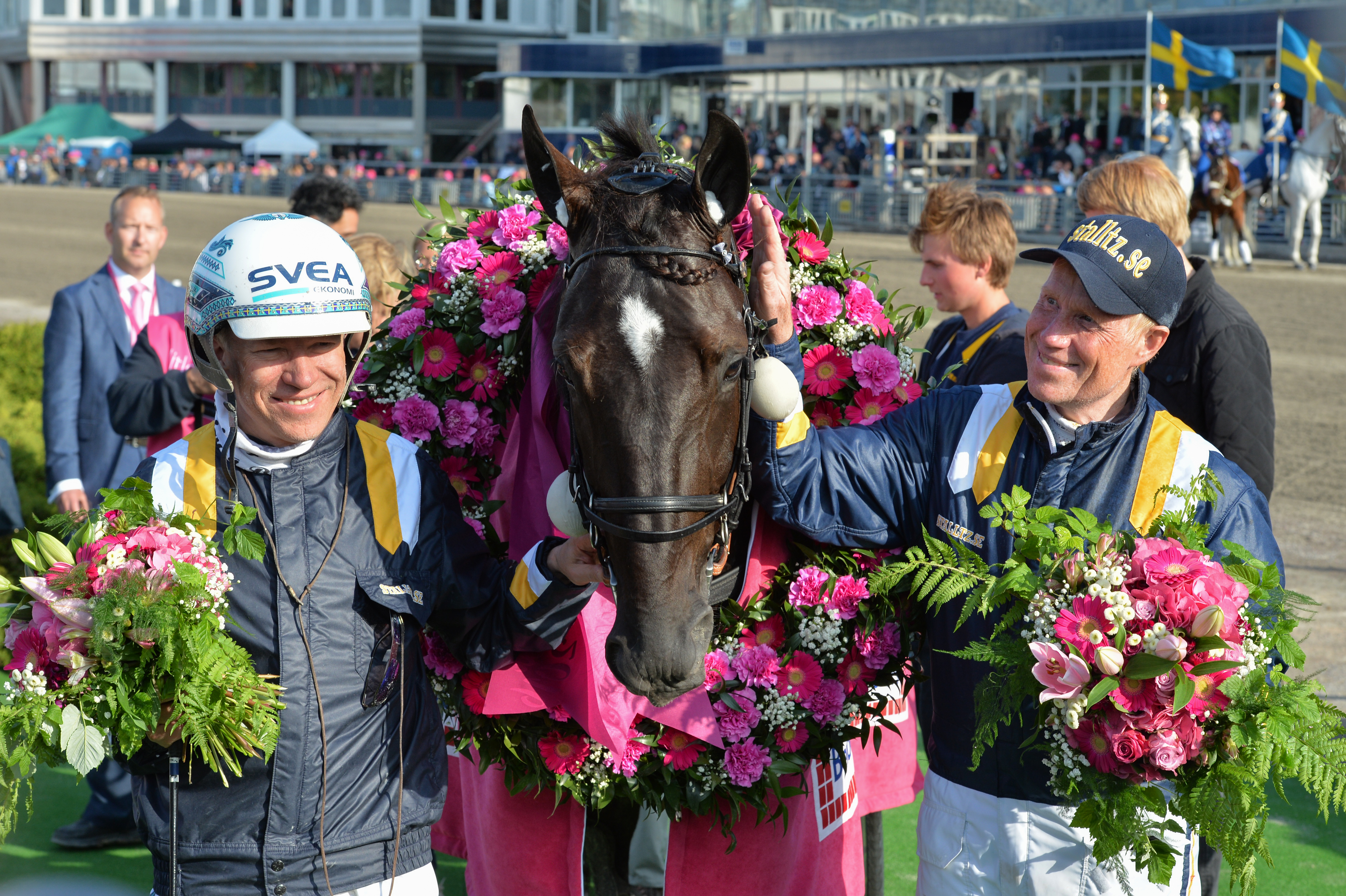
Melander med Nuncio och kusken Örjan Kihlström efter segern i Elitloppet 2016.

Melander är en av få svenska travtränare som vunnit världens största travlopp Prix d'Amérique, som körs på Vincennesbanan utanför Paris i Frankrike. Detta gjorde han i januari 2006 med Gigant Neo, som kördes av kusken Dominiek Locqueneux. Först i mål var dock Jag de Bellouet, men denne diskvalificerades senare för doping, varpå segern gick till Gigant Neo. Gigant Neo kom även på andraplats i Prix d'Amerique 2005 och på tredjeplats 2003.

#### Elitloppet
Melander har vunnit Elitloppet på Solvalla två gånger. Den första segern togs i Elitloppet 2010 tillsammans med Iceland (som är efter hans tidigare stjärna Scarlet Knight), som kördes av kusken Johnny Takter. Melander tog sin andra seger i Elitloppet 2016 med Nuncio, som kördes av kusken Örjan Kihlström. Nuncio vann loppet på segertiden 1.09,2 över 1609 meter från utvändigt ledaren, vilket var den dittills snabbaste vinnartiden i loppets historia. Rekordet slogs 2017 av Timoko. Med de dubbla segrarna i Elitloppet 2010 och 2016 är Melander den enda svenska tränaren som vunnit loppet två gånger under 2010-talet, dessutom med olika hästar och körda av olika kuskar. Han kom även på tredjeplats i Elitloppet 2015, då som både kusk och tränare till Nuncio.

### Utmärkelser
Melander är en av världens främsta travtränare och han valdes för detta in i Travsportens Hall of Fame 2014.
Han utsågs till "Årets komet" vid Hästgalan 1998. Han har därefter utsetts till "Årets tränare" vid Hästgalan tre gånger – 1998, 2001 och 2012. Vidare har flera hästar tränade av Melander vunnit priser vid Hästgalan. Han har mottagit pris för "Årets häst" för Scarlet Knight (2001), Iceland (2010) och Nuncio (2016). "Årets treåring" för Gigant Neo (2001) och "Årets äldre" för Iceland (2010).
Den 2 oktober 2017 vid en ceremoni i vinnarcirkeln på Solvalla tilldelades Melander den prestigefyllda hedersutmärkelsen Guldnålen från Travtränarnas Riksförbund. Melander blev med detta den elfte personen någonsin att tilldelas Guldnålen. Tidigare pristagare är bland andra Uno Swed (1988), Stig H. Johansson (1992), Berndt Lindstedt (1994), Stig Lindmark (2003) och Jim Frick (2011).

## Segrar i större lopp

### Grupp 1-lopp
| År   | Lopp                           | Häst               | Kusk                | Vinstbelopp   |
| ---- | ------------------------------ | ------------------ | ------------------- | ------------- |
| 1995 | International Trot             | His Majesty        | Stefan Melander     | 300 000 USD   |
| 1998 | Svenskt Travkriterium          | Lucky Po           | Stefan Melander     | 1 300 000 SEK |
| 1998 | Breeders' Crown, 3-åriga ston  | Rydens Randy       | Catarina Lundström  | 750 000 SEK   |
| 1999 | Konung Gustaf V:s Pokal        | Lucky Po           | Stefan Melander     | 480 000 SEK   |
| 2000 | Sprintermästaren               | Rydens Sensation   | Jorma Kontio        | 600 000 SEK   |
| 2001 | Ulf Thoresens Minneslopp       | Scarlet Knight     | Stefan Melander     | 644 880 SEK   |
| 2001 | Hambletonian Stakes            | Scarlet Knight     | Stefan Melander     | 4 981 400 SEK |
| 2001 | Gran Premio Campionato Europeo | Igor Brick         | Örjan Kihlström     | 1 584 000 SEK |
| 2001 | Gran Premio Orsi Mangelli      | Scarlet Knight     | Stefan Melander     | 1 449 000 SEK |
| 2001 | E3-final (långa), h/v          | Gigant Neo         | Jorma Kontio        | 820 000 SEK   |
| 2001 | Derbystoet                     | Yatzy Brodda       | Jorma Kontio        | 500 000 SEK   |
| 2001 | Breeders' Crown, 4-åriga ston  | Yatzy Brodda       | Jorma Kontio        | 750 000 SEK   |
| 2002 | Konung Gustaf V:s Pokal        | Gigant Neo         | Jorma Kontio        | 925 000 SEK   |
| 2002 | Sprintermästaren               | Scarlet Knight     | Stefan Melander     | 1 092 000 SEK |
| 2003 | Grand Critérium de Vitesse     | Gigant Neo         | Jean-Michel Bazire  | 817 425 SEK   |
| 2004 | Sundsvall Open Trot            | Infant du Bossis   | Örjan Kihlström     | 700 000 SEK   |
| 2004 | Gran Premio Gaetano Turilli    | Infant du Bossis   | Örjan Kihlström     | 1 028 077 SEK |
| 2004 | Gran Premio Freccia d'Europa   | Infant du Bossis   | Örjan Kihlström     | 341 322 SEK   |
| 2004 | Gran Premio Palio Dei Comuni   | Infant du Bossis   | Örjan Kihlström     | 764 889 SEK   |
| 2005 | Gran Premio Costa Azzurra      | Gigant Neo         | Joseph Verbeeck     | 515 746 SEK   |
| 2006 | Prix d'Amérique                | Gigant Neo         | Dominiek Locqueneux | 4 720 750 SEK |
| 2009 | Jubileumspokalen               | Iceland            | Örjan Kihlström     | 1 000 000 SEK |
| 2010 | Elitloppet                     | Iceland            | Johnny Takter       | 3 000 000 SEK |
| 2010 | Breeders' Crown, 3-åriga ston  | Aisle Stand        | Per Lennartsson     | 700 000 SEK   |
| 2012 | E3-final (långa), ston         | System Performance | Stefan Melander     | 800 000 SEK   |
| 2012 | Jubileumspokalen               | Friction           | Stefan Melander     | 800 000 SEK   |
| 2012 | E3-final (korta), h/v          | Standout           | Stefan Melander     | 800 000 SEK   |
| 2013 | Breeders' Crown, 4-åriga h/v   | Digital Ink        | Örjan Kihlström     | 850 000 SEK   |
| 2015 | Konung Gustaf V:s Pokal        | Volstead           | Örjan Kihlström     | 950 000 SEK   |
| 2015 | Drottning Silvias Pokal        | Ruby Trap          | Johnny Takter       | 945 000 SEK   |
| 2015 | Sprintermästaren               | Nuncio             | Stefan Melander     | 800 000 SEK   |
| 2015 | Breeders' Crown, 4-åriga h/v   | Nuncio             | Stefan Melander     | 925 000 SEK   |
| 2016 | Elitloppet                     | Nuncio             | Örjan Kihlström     | 3 000 000 SEK |
| 2016 | Oslo Grand Prix                | Nuncio             | Örjan Kihlström     | 1 500 000 NOK |
| 2016 | Sprintermästaren               | Uncle Lasse        | Örjan Kihlström     | 928 830 SEK   |
| 2016 | Jubileumspokalen               | Nuncio             | Örjan Kihlström     | 1 000 000 SEK |
| 2016 | Sundsvall Open Trot            | Nuncio             | Örjan Kihlström     | 1 000 000 SEK |
| 2016 | UET Trotting Masters           | Nuncio             | Örjan Kihlström     | 1 822 944 SEK |
| 2016 | Grosser Preis von Deutschland  | Cruzado Dela Noche | Per Linderoth       | 928 830 SEK   |
| 2017 | Copenhagen Cup                 | Cruzado Dela Noche | Per Linderoth       | 492 675 SEK   |
| 2018 | Sundsvall Open Trot            | Milligan's School  | Ulf Eriksson        | 1 000 000 SEK |
| 2018 | UET Trotting Masters           | Milligan's School  | Ulf Eriksson        | 2 000 000 SEK |
| 2019 | Breeders' Crown, 3-åriga ston  | Ganga Bae          | Jorma Kontio        | 1 600 000 SEK |
| 2020 | Årjängs Stora Sprinterlopp     | Milligan's School  | Ulf Eriksson        | 600 000 SEK   |
| 2020 | Sundsvall Open Trot            | Milligan's School  | Ulf Eriksson        | 1 000 000 SEK |
| 2021 | Åby Stora Pris                 | Milligan's School  | Ulf Eriksson        | 1 500 000 SEK |
| 2022 | E3-final (korta), h/v          | Following          | Björn Goop          | 1 000 000 SEK |

## Tränarstatistik
Senast uppdaterad 15 november 2019.
| År   | Starter | 1:a | 2:a | 3:a | Segerprocent | Inkörda pengar |
| ---- | ------- | --- | --- | --- | ------------ | -------------- |
| 2019 | 902     | 74  | 67  | 84  | 8 %          | 16 994 599 kr  |
| 2018 | 862     | 62  | 87  | 88  | 7 %          | 17 475 579 kr  |
| 2017 | 813     | 78  | 79  | 70  | 10 %         | 13 326 515 kr  |
| 2016 | 1 167   | 120 | 96  | 115 | 10 %         | 25 347 058 kr  |
| 2015 | 1 286   | 127 | 114 | 125 | 10 %         | 19 921 678 kr  |